# Lütenthien
Lütenthien ist ein Ortsteil der Gemeinde Schnega im Landkreis Lüchow-Dannenberg in Niedersachsen.
Das Dorf liegt nordwestlich des Kernbereichs von Schnega und südlich der B 71. Südlich und östlich vom Ort, entlang des Schnegaer Mühlengrabens, erstreckt sich das 480 ha große Naturschutzgebiet Schnegaer Mühlenbachtal.
Lütenthien ist ein Ort ohne Straßennamen.

## Geschichte
Am 1. Juli 1972 wurde Lütenthien in die Gemeinde Schnega eingegliedert.

## Einzelnachweise

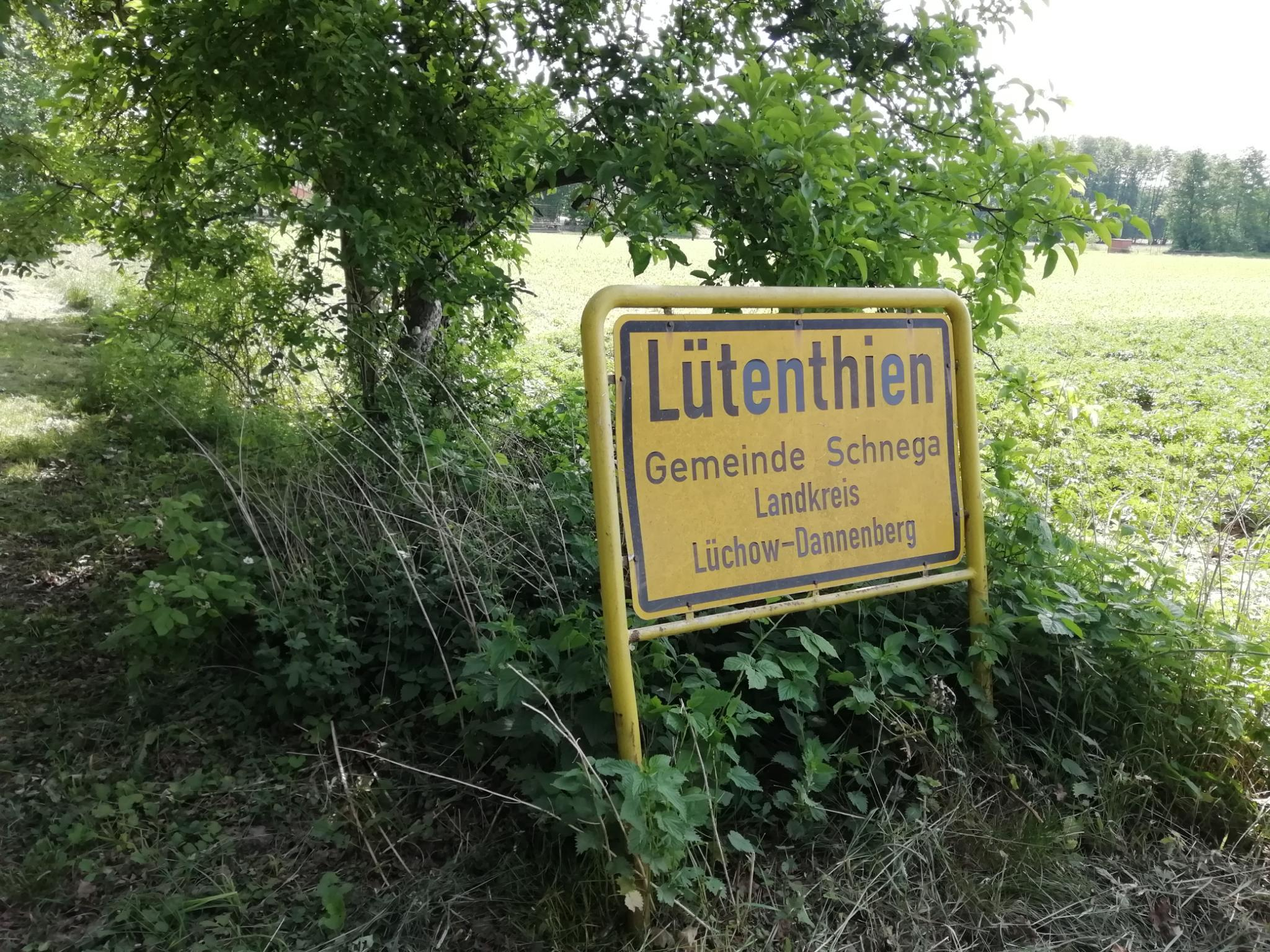
Straßenschild von Lütenthien